# Sphaerostephanos austerus
Sphaerostephanos austerus är en kärrbräkenväxtart som först beskrevs av Guido Georg Wilhelm Brause, och fick sitt nu gällande namn av Holtt. Sphaerostephanos austerus ingår i släktet Sphaerostephanos och familjen Thelypteridaceae. Inga underarter finns listade.